# Reket (šport)
Reket je dio športske opreme koji se sastoji od okvira s ručkom pri čemu je preko otvora obruča žičana mreža čvrsto zategnuta. Reket se upotrebljava za udaranje loptice u igrama kao što su: tenis, badminton, skvoš i sl. Kolektivno su ove igre poznate kao športovi s reketom. Dizajn i proizvodnja reketa znatno su se promijenili tijekom vremena.
Okvir reketa za sve športove tradicionalno je bio napravljen od punog drveta (kasnije laminiranog drveta) i žica od životinjskih crijeva poznatih kao ketgut. Tradicionalna veličina reketa bila je ograničena snagom i težinom drvenog okvira koji je morao biti dovoljno jak da drži uzice i dovoljno čvrst da pogodi loptu. Proizvođači su počeli dodavati nedrvene laminate drvenim reketima kako bi poboljšali krutost. Reketi koji nisu rađeni od drveta bili su najprije od čelika, zatim od aluminija, a potom od kompozita karbonskih vlakana. Drvo se i dalje koristi u izradi reketa za tenis. Većina je reketa danas napravljena od kompozitnih materijala uključujući karbonska vlakna ili stakloplastiku i metala kao što su legure titana ili keramike.
Ketgut je djelomično zamijenjen sintetičkim materijalima uključujući: najlon, poliamid i druge polimere. Reketi se po potrebi podešavaju, a to može biti i nakon svakog meča profesionalaca. 
Badmintonski su reketi lagani, vrhunske kvalitete težine od oko 70 do 95 grama (s nitima). Suvremeni reketi napravljeni su od kompozita od ugljenih vlakana (plastikom ojačan grafit) koji mogu biti pojačani različitim materijalima. Ugljena vlakna imaju odličan odnos snage i težine, čvrsta su i daju odličan prijenos kinetičke energije. Prije adaptiranja kompozita od karbonskih vlakana, reketi su se izrađivali od drveta, a to im je davalo preveliku težinu i cijenu.